# Ремель
Ремель — село в Україні, в Олександрійській сільській громаді Рівненського району Рівненської області. Населення становить 133 осіб.

## Населення

### Мова
Розподіл населення за рідною мовою за даними перепису 2001 року:
| Мова       | Кількість | Відсоток |
| ---------- | --------- | -------- |
| українська | 130       | 98.49%   |
| російська  | 2         | 1.51%    |
| Усього     | 132       | 100%     |

## Символіка
Автори проєктів — А. Гречило та Ю. Терлецький.

### Герб
У золотому полі з червоного полум’я в основі виходить такий же Фенікс із розгорнутими крильми, на червоній главі дві золоті 8-променеві зірки.

### Прапор
Квадратне полотнище, яке складається з двох горизонтальних смуг — червоної та жовтої (співвідношення ширини смуг — 1:3). На верхній червоній смузі дві жовті 8-променеві зірки, на нижній жовтій — з червоного полум'я в основі виходить такий же Фенікс із розгорнутими крильми.

### Тлумачення символіки
Птах Фенікс означає відродження села після трагедії 1943 року, коли понад 600 мешканців були вбиті польськими поліцаями та німецькими нацистами. Дві зірки є символами пам'яті та вічності.

## Історія
Село вперше згадується у 1603 році. Тоді воно належало до замкових володінь Рівного і було власністю Олександра Острозького. На той час село мало назву — Ремле. 1656 року під час Хмельниччини у Ремлі, за підтримки місцевого населення, діяв козацький загін. Від середини XVIII століття село  переважно називалося Ремель, хоча рудименти старої назви продовжували існувати у інших відмінкових формах. На початку ХІХ століття в селі проживало 82 селян. 1889 року Ремель налічував 38 садиб, водяний млин, вітряк та дьогтярню. Через два роки тут споруджено капличку і придорожній хрест. Наприкінці XIX століття в селі налічувалось 35 будинків та проживало 351 мешканець. У 1920-х роках у Ремелі було збудовано школу, яка служила інструментом примусової полонізації. Зокрема час від часу до школи приїздив спеціальний інспектор та змушував дітей повідомляти йому, що вони поляки і живуть на польській землі. До дітей застосовувалося фізичне насилля.
Станом на 1938 рік, у Ремелі налічувалось 104 власників будівель. Станом на 1940 рік, за радянської влади у Ремельській школі навчалось 107 дітей.
17 березня 1943 року в невеличкому українському селі Ремель тодішнього Олександрійського району сталася страшна трагедія — один із найбільших воєнних злочинів в історії України, скоєний змішаним військовим підрозділом нацистів та польським шуцманшафту. За наводкою польських шовіністів у ніч з 16 на 17 березня село було оточене щільним ланцюгом військ СС, а під ранок за німецькою командою у це кільце смерті було пропущено батальйон польської шуцманшафт поліції. Вони вчинили в селі Ремель того жахливого ранку кривавий злочин. Польські поліцаї, одягнені суто в німецькі мундири, запалили село, кидаючи у вікна мирних українських селян гранати. Після жахливих мордувань переважна більшість мешканців села були розстріляні.
Про жертви різні джерела дають такі відомості: 800 осіб, а за даними радянської «Історії міст і сіл Ровенської області» ця кількість складала 615 осіб. Згідно зі свідченнями очевидців, у братській могилі в села Ремель спочивають близько 400 жертв, серед них люди похилого віку, жінки та діти. Решта жертв — це поховання того часу в поодиноких могилах, розкиданих на полях і городах на всій території спаленого села. Серед живих вціліли лише 73 особи. Усі будівлі, за винятком школи, були спалені. Чимало жертв було вбито з особливою жорстокістю, зокрема учні місцевої школи спалені живцем в одному з господарських будинків.

## Особистість
Уродженець села:
- Максимчук Святослав Васильович — український актор театру ім. М. Заньковецької (з 1964 року), педагог, Народний артист України (2000).